# Larco
ΛΑΡΚΟ
Larco (en grec moderne : ΛΑΡΚΟ) est une entreprise minière et métallurgique grecque produisant du ferronickel. Elle exploite des mines en Eubée, à Neo Kokkino, Kastoria et Sérvia. La société possède également une usine d'extraction du nickel à Lárymna qui emploie la majorité de ses employés.
Depuis au moins 1999, Larco est le seul producteur de nickel de l'Union européenne opérant à partir de minerais locaux. L'entreprise, qui a été un acteur historique de la production de ferronickel en dépit de sa petite taille, est chroniquement déficitaire depuis des années 1980. Elle ferme en 2021, et est liquidée en 2022.

## Histoire

### Valorisation du minerai opportune… mais problématique (1952-1963)
Les gisements de nickel grecs sont des latérites. Celles-ci sont exportées à partir de 1870 en tant que minerai de fer et, après 1929, en tant que minerai de nickel. Les réserves en sont estimées, à la fin du XXe siècle, à 200 millions de tonnes, réévaluées à 250 millions de tonnes en 2019.
Le 16 juillet 1952, l'État grec conclut avec la Hellenic Chemical Products and Fertilizers SA un accord lui accordant une concession de 36 ans sur les mines de nickel de la région de Lárymna.
Au cours des dix premières années d’exploitation des mines de Lárymna, l’exploration et l’exploitation des gisements s'avèrent très satisfaisantes et dépassent même les obligations contractuelles de la société. Pour le traitement métallurgique des minerais nickélifères, c'est le procédé Krupp-Renn pour la production de ferronickel à 5 % de nickel qui est sélectionné. L'usine est construite, dominée par une cheminée de 150 m, la plus haute de Grèce. Un premier four rotatif de 4,2 m de diamètre et 90 m de long est mis en service en 1956. L’incompatibilité des latérites grecques avec le procédé Krupp-Renn amène à l'abandon du procédé. Cet échec, qui crée plus de 25 millions de dollars de pertes, met en cause l'avenir de la société.
Des négociations pour la vente des mines à Inco, la société minière canadienne et leader mondial de la production de nickel, commencent immédiatement mais elles sont définitivement abandonnées en juin 1961. Presque immédiatement après, la Société Le Nickel, manifeste son intérêt et, le 31 juillet 1961, un protocole est signé pour la création d'une nouvelle société, dans laquelle Le Nickel a une participation de 21,5 %. La production de nickel s'affranchit de la Hellenic Chemical Products and Fertilizers SA ; la nouvelle société est baptisée  Société Minière et Métallurgique de Lárymna S.A. (LARCO),.

### Mise au point d'un modèle technico-économique viable (1963-1968)

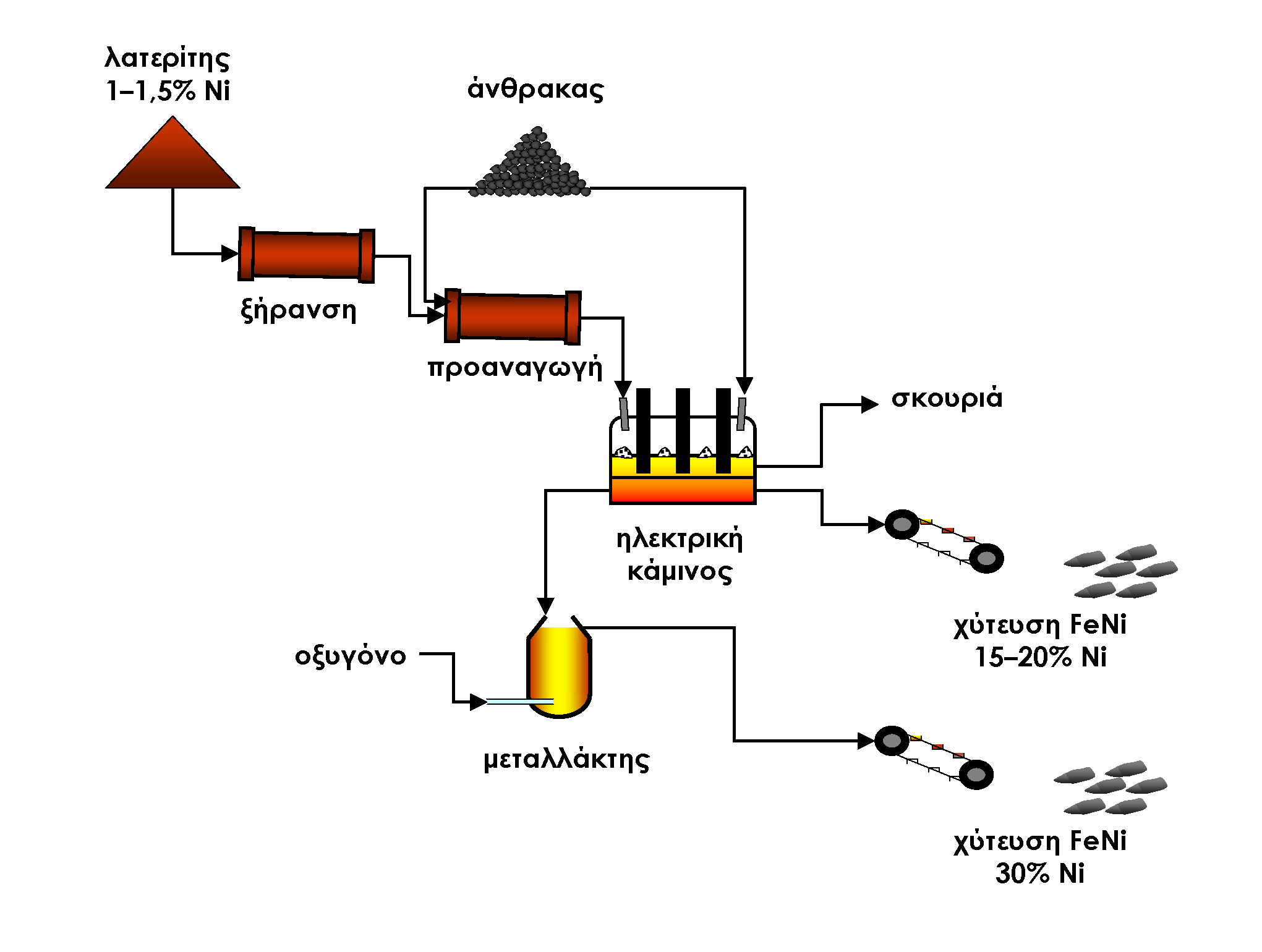
Schéma de principe du procédé Larco.

La méthode de Nouvelle-Calédonie, consistant à préréduire le minerai dans des fours tambours rotatifs, puis à le fondre et à l'affiner dans des fours électriques, est adoptée. Le procédé LM (initiales du professeur Loucas Moussoulos) est mis au point en 1963 et un deuxième four, de 4,6 m x 110 m, est alors mis en service. Mais le procédé modifié n'est toujours pas satisfaisant, et c'est une dernière modification, appelée procédé Larco, qui permet enfin, en 1966, de valoriser les latérites extraites pour en faire un ferronickel contenant de 18 à 24 % de nickel. Un procédé complémentaire, le M-LAR, destiné à valoriser les scories riches en fer pour la production d'acier est par contre abandonné en 1964 à cause de problèmes métallurgiques.
La route métallurgique finale consiste en :
- chauffage et préréduction de la latérite dans des fours tambours rotatifs :
- fusion réductrice du préréduit dans des fours électriques à arc immergés ;
- enrichissement du ferronickel dans un convertisseur à oxygène de type OBM de 50 tonnes.

Les scories, séparées du métal par décantation dans le four électrique, sont granulées afin de servir dans la production de ciment. Le ferronickel est également granulé (différemment des scories) pour faciliter son utilisation dans la production d'acier inoxydable.
La production de nickel passe de 109 t en 1966 à plus de 2 300 t en 1967. En 1968, la Société Le Nickel revend sa participation. Cependant, au cours de cette période, l'entreprise parvient à acquérir des Français le savoir-faire nécessaire à son autonomie.

### Une croissance en autonomie (1969-1976)
|      | t. de minerai | t. de nickel |
| ---- | ------------- | ------------ |
| 1966 |               | 109          |
| 1967 |               | 2 300        |
| 1969 | 501 409       |              |
| 1970 | 882 693       | 7 210        |
| 1971 | 1 182 000     | 8 642        |
| 1976 |               | 16 500       |
| 1979 |               | 14 632       |
| 1980 |               | 13 880       |
| 1981 |               | 10 860       |
| 1982 |               | 4 477        |
| 1983 |               | 12 858       |
| 1984 |               | 15 829       |
| 1985 |               | 15 952       |
| 1986 |               | 2 581        |
| 1987 |               | 9 202        |
| 1988 |               | 13 131       |
| 1989 |               | 16 097       |
| 1990 |               | 16 200       |
| 1991 |               | 16 005       |
| 1992 |               | 15 424       |
| 1993 |               | 10 931       |
| 1994 |               | 16 183       |
| 1995 |               | 17 155       |
| 1996 |               | 17 800       |
| 1997 |               | 17 604       |
| 1998 |               | 15 000       |
| 1999 |               | 13 465       |
| 2004 | 2 520 000     | 18 500       |
| 2005 | 2 770 000     | 19 500       |
| 2006 | 2 630 000     | 18 500       |
| 2012 | 2 250 000     | 18 600       |
| 2013 | 2 220 000     | 16 800       |
| 2014 | 2 380 000     | 18 481       |
| 2015 | 2 340 000     | 17 113       |
| 2016 | 2 450 000     | 17 071       |
| 2017 |               | 19 073       |
| 2018 |               | 17 925       |
| 2019 |               | 13 655,      |
| 2020 |               | 7 040,       |
| 2021 |               | 4 700,       |
| 2022 |               | 4 685        |
| 2022 |               | 1 692        |
| 2023 |               | 0            |

La mine originelle est la mine souterraine d'Agios Ioannis à Neo Kokkino, à 12 km de Lárymna, dont le minerai titre, au début des années 1970, 1,32 % de nickel. Au début du XXIe siècle, la mine souterraine est complétée par 3 fosses à ciel ouvert. Sa production annuelle est d'environ 750 000 t tonnes de minerai d'une teneur en nickel de 1.10 %.
En 1969, la mine à ciel ouvert à Psachná, sur l'île d'Eubée, est ouverte. En 1970, la nouvelle mine contribue pour 300 000 t de minerai titrant 1,1 % de nickel aux 501 409 t de minerai sont par la compagnie. Les réserves de latérite nickelifère, de plusieurs dizaines de millions de tonnes, justifient des investissements lourds. Au début du XXIe siècle, la production annuelle de cette mine se situe entre 1 500 000 et 1 600 000 t tonnes de minerai d'une teneur en nickel comprise entre 1 et 1,03 %.
Les coûts d'extraction à ciel ouvert en Eubée compensent la plus faible richesse du minerai, qui devient la source principale d'approvisionnement en 1971. La quantité de minerai extrait double ainsi de 1969 à 1971. Malgré des conditions de marché difficiles (la production de 1971 reste pratiquement invendue), les investissements se poursuivent : en 1970 et 1972, deux nouveaux fours rotatifs sont mis en service, portant la capacité de production de l'usine de Lárymna à 15 000 t/an de nickel.
Enfin, en 1976, la mine de Sérvia est ouverte afin d'alimenter en lignite l'usine de Lárymna. Au début du XXIe siècle, la production annuelle de cette mine se situe entre 250 000 et 300 000 t tonnes.
En 1996, la mine de Kastoria, sur la frontière albanaise, est mise en service, avec l'exploitation du gisement de Ieropigi (he). L'extraction de minerai devient excédentaire par rapport à la capacité de la fonderie. Au début du XXIe siècle, elle comprend deux gisements, dont deux sont exploités à ciel ouvert. La production annuelle de cette mine se situe entre 350 000 et 400 000 t tonnes de minerai d'une teneur en nickel d'environ 1,35 %.
De 1968 à 1975, l'entreprise suscite la création de deux villages dotés de toutes les commodités modernes.
En 1976, la production atteint un record de 16 500 t de nickel. Une installation de granulation du ferronickel en fusion démarre : Larco est la première entreprise au monde à commercialiser le ferronickel granulé. L'année suivante, la plus longue bande transporteuse d'Europe, longue de 7,5 km, est mise en service pour transporter le minerai des mines d'Eubée vers le port. Cette bande présente aussi la particularité d'exploiter la baisse d’altitude pour produire de l’électricité.

### Stabilité technique mais déficit récurrent (1977 - 2020)
Dans les années 1980, l'entreprise change de main : en 1982, la Banque nationale de Grèce devient majoritaire dans le capital. L'État grec en prend le contrôle en 1985. Un tiers de la dette correspond à des retards de paiement de l'électricité consommée. En 1985 et 1986, l'entreprise est paralysée par des grèves liées à un plan de licenciement. En effet, les coûts de production sont 10 % plus élevés que les cours. Les effectifs sont réduits de 2 000 à 1 200 employés en fin 1986. Une embellie des cours du nickel permet à l'entreprise de renouer brièvement avec les bénéfices et l'État grec planifie la revente de sa participation.
En 1989, l'entreprise entre en liquidation et une « nouvelle Larco » est créée, avec pour principaux actionnaires la Banque nationale, la Public Energy Corporation et l'État grec, qui possède, par ce montage, 80 % des parts. En 1989-1990, l'usine tourne au ralenti à cause de la conjoncture, avec seulement 3 fours électriques et 2 fours rotatifs.
En 2000 et 2001, les fours électriques no 1 et 4 sont modernisés, leur puissance passant de 30 à 40 MVA. La modernisation se poursuit avec le four no 2 en 2005, et les fours no 3 et 6 en 2006. Pour autant, la compétitivité de l'entreprise reste problématique. En 2004, une revue de l'ensemble des producteurs mondiaux de nickel conclut avec un résumé de la situation de Larco :
« L'usine est l'un des producteurs de nickel aux coûts les plus élevés du monde, avec un coût de production d'environ 2,80 $/lb (minerai pauvre, besoin énergétique, faible productivité, faible capacité). Elle a sa part de difficultés financières et est soutenue par l'assistance du gouvernement. »
— The Past and the Future of Nickel Laterites (2004)
L’entreprise a connu plusieurs périodes économiquement difficiles. À partir de 2008, les finances de l'entreprise se dégradent significativement. En 2009, l'État grec procède à une recapitalisation de 45 M€ sans contrepartie ni autorisation de l'Union européenne, mais celle-ci estime que les aides directes et indirectes dépassent 136 M€. En 2014, l'Union Européenne obtient qu'un programme de privatisation et de restructuration soit mis en œuvre afin que des conditions de saine concurrence soit restaurées. L'entreprise peine alors à trouver un équilibre financier : après un exercice légèrement bénéficiaire en 2011 (6,37 M€), les pertes atteignent 34,32 M€ en 2012, 76,38 M€ en 2013 et 28,6 M€ en 2014. Ces pertes sont à comparer au chiffre d'affaires généré par la vente du nickel : en 2014, un cours à 12,516 €/t représente une entrée de 223,8 M€.
En décembre 2018, l'entreprise cumule 280 M€ de factures électriques impayées et l'Union européenne, qui chiffre à 135,8 M€ le montant des aides illégales accordées à l'entreprise et exige, sans succès, une privatisation. Au début de 2019, la renégociation du prix de l'électricité donne un peu de visibilité à l'entreprise, qui peine à trouver un repreneur.

### Faillite (2020 - 2022)
Les problèmes structurels de Larco apparaissent insolubles : 
- alors qu'à son démarrage, le minerai extrait contenait 1,3 % de nickel, il n'en contient que 0,90 % en 2018[22],[note 4] ;
- la libéralisation du marché de l'électricité grec en 2005 a engendré le triplement, du jour au lendemain, du prix de l'électricité pour Larco. À 62 €/MWh, l'électricité devient hors de portée de l'entreprise mais celle-ci parvient à négocier une augmentation échelonnée, restant à 37 €/MWh. Cependant, Larco ne parvenant même pas à payer ce montant, la Société publique d'électricité a cessé d'offrir la réduction[22] ;
- la pré-réduction en four tournant avec du charbon génère d'énormes quantités de CO2, que l'Union européenne envisage de taxer sévèrement[22] ;
- l'entreprise est un bastion syndical : toute diminution de salaire est inenvisageable. Le 10 août 2012, en pleine crise de la dette publique grecque, le PDG Anastasios Barakos est limogé pour avoir refusé d'appliquer la loi imposant à toutes les entreprises publiques de réduire les salaires de 35 % sur deux ans, dont 25 % la première année[24]. Ces salaires, qui représentent 16 à 17 % des coûts de fonctionnement, sont encore un point non négociable en 2020[22].

Après 2018, les coûts déjà excessifs car compris entre 8 000  et   10 000 $ la tonne, s'envolent à 15 000 $/t. Exsangue, l'entreprise ne peut pas investir pour se moderniser. En 2020, le gouvernement qui a épuisé toutes les expédients possibles pour maintenir l'activité, constate qu'un redéploiement de l'activité est impossible. À cause de « coûts exorbitants de l’électricité et à un endettement abyssal, mais aussi au manque d’investissements, aux exigences européennes de remboursement du prêt accordé par la Grèce, et surtout à la concurrence à bas coût, indonésienne ou balkanique », l'activité est condamnée. La production s'effondre,. 
L'article 21 de la loi 4664/2020 ordonne le placement de la société sous administration financière spéciale le 12 février 2020. L'entreprise ferme le 29 avril 2021 et le 25 juillet 2022, les 1 061 salariés sont licenciés.
La lente agonie de l’entreprise laisse des traces. Une étude du Centre d'études libérales (KEFIM) conclut que, sur la période 1989-2019, l'exploitation de la société minière par l'État aurait coûté aux contribuables grecs 5,77 milliards d'euros de 2015. De plus, en 2020, Larco devait environ 480 millions d'euros d'arriérés, principalement à des entreprises et organisations publiques, la majeure partie consistant en 351,2 M€ envers le fournisseur d'électricité PPC. L'État a également été condamné, en 2014, à restituer 135 M€ de subventions publiques illégales, plus des amendes.